# Violetta - The Journey
Violetta - The Journey (Brasil: Violetta 2: A Vida / Portugal: Violetta: A Viagem) é um telefilme italiano de 2015, do gênero musical e documentário. Na Itália teve sua estreia no dia 26 de setembro de 2015. Ainda não tem data prevista para estreia no Brasil.

## Sinopse
O filme acompanha a turnê mundial Violetta Live liderada por Martina Stoessel a protagonista da série Violetta e todo seu elenco, com cenas do show realizado em 27 de fevereiro de 2015 em Montpellier na França. Também mostra entrevistas confidenciais com o elenco , para contando a emocionante e notável história do elenco que realizou seus sonhos através trabalho duro, paixão e dedicação. Esta é uma experiência única extraordinária. Revela as histórias pessoais de infância, feito sem precedentes aconteceram nos últimos anos, suas memórias e as suas emoções em relação à experiência de Violetta.

## Elenco
- Martina Stoessel como Violetta
- Jorge Blanco como León
- Diego Domínguez como Diego
- Mercedes Lambre como  Ludmila
- Ruggero Pasquarelli como Federico
- Candelaria Molfese como Camila
- Facundo Gambandé como Maxi
- Samuel Nascimento como Broduey
- Alba Rico como Naty

## Estreias
| País     | Canal                   | Data de Estreia        | Título                 | Ref.  |
| -------- | ----------------------- | ---------------------- | ---------------------- | ----- |
| Itália   | Disney Channel Itália   | 26 de setembro de 2015 | Violetta - The Journey |       |
| Espanha  | Disney Channel Espanha  | 2 de outubro de 2015   | Violetta: El Viaje     | [ 4 ] |
| Polónia  | Disney Channel Polônia  | 9 de outubro de 2015   | Violetta: Podróz       |       |
| França   | Disney Channel França   | 2 de dezembro de 2015  | Violetta - L' Aventura | [ 4 ] |
| Brasil   | Disney Channel Brasil   | 2016                   | Violetta: A Viagem     |       |
| Portugal | Disney Channel Portugal | 7 de janeiro de 2016   | Violetta - A Viagem    |       |